# Colonne de Louis Ier de Hesse
La Colonne de Louis Ier de Hesse (allemand : Ludwigsmonument) est un mémorial dédié à Louis Ier, le premier grand-duc de Hesse et du Rhin, dans la ville de Darmstadt (Allemagne). Il se dresse sur la Luisenplatz, du nom de l'épouse du Grand-Duc. 
La colonne est haute de 39,15 mètres. La statue de bronze de Louis Ier possède, dans sa main droite, la nouvelle Constitution du grand-duché de Hesse. La statue a été érigée en signe de reconnaissance des citoyens pour l'adoption de la Constitution.
Dans la colonne se trouve un escalier tournant avec 172 marches jusqu'à la plate-forme panoramique au pied de la statue. Les droits d'entrée sont reversés à la Croix-Rouge Darmstadt-Mitte.
La première pierre du monument a été posée le 14 juin 1841, jour de l'anniversaire de Louis Ier, 11 ans après sa mort. Le bâtiment fut inauguré le 25 août 1844. Le monument a été conçu par Georg Moller, la statue est de Ludwig Schwanthaler.